# E pluribus unum

Аверс Большой печати США с девизом «E pluribus unum»

E pluribus unum — латинское выражение, в переводе означающее «Из многих — единое».

## Происхождение
Фраза похожа на латинский перевод фрагмента из Гераклита: «Из всех вещей один, один из всех вещей». Похожее написание встречается в поэме «Moretum», приписываемой Вергилию (точное авторство неизвестно); в поэме словами «color est e pluribus unus» описывается смешивание нескольких разных цветов, в результате чего получается один новый цвет.
В почти дословном виде (но с иным предлогом, характерным для вульгаты, а не классической латыни) встречается у Августина в «Исповеди» (IV:8): 'quasi fomitibus flagrare animos et ex pluribus unum facere' (рус. пер.: «как на огне сплавляют между собою души, образуя из многих одну»).
В дословном виде фраза впервые встречается у Тито Веспасиано Строцци, «Книга буколик» (XV в.).

## Современное использование
В современной трактовке девиз означает единство нации.

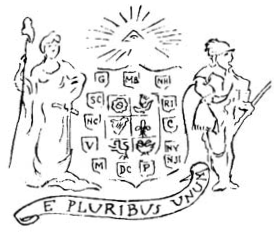
Проект большой печати США, предложенный в 1776 году Пьером Эжен де Симитьером

Во время американской революции эта фраза регулярно появлялась на титульном листе лондонского журнала The Gentleman’s Magazine, основанного в 1731 году, в котором статьи из многих источников были собраны в одном периодическом издании.
С 1782 года фраза является элементом лицевой стороны Большой печати США и de facto считалась национальным девизом, хотя юридически девиз США был законодательно утверждён только в 1956 году и им стала другая фраза — «In God We Trust».
В качестве девиза США фраза трактовалась как указание на возникновение из союза первоначальных тринадцати колоний новой единой нации. В девизе 13 букв, как и количество первоначальных штатов.
Девиз «E pluribus unum» в обязательном порядке помещается на монеты США, инициатором этого предложения был полковник Сет Рид из Аксбриджа; впервые на деньгах этот девиз появился в 1795 году на золотой монете в пять долларов США, а до 1956 года использовался и на американских банкнотах.

### В других случаях
Девиз E pluribus unum также используется в гербе футбольного клуба «Бенфика» (Лиссабон), на гербе бразильского города Монгагуа и на эмблеме эстонского скаутского (разведывательного) батальона.

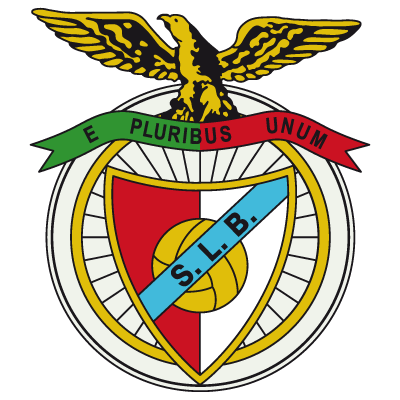
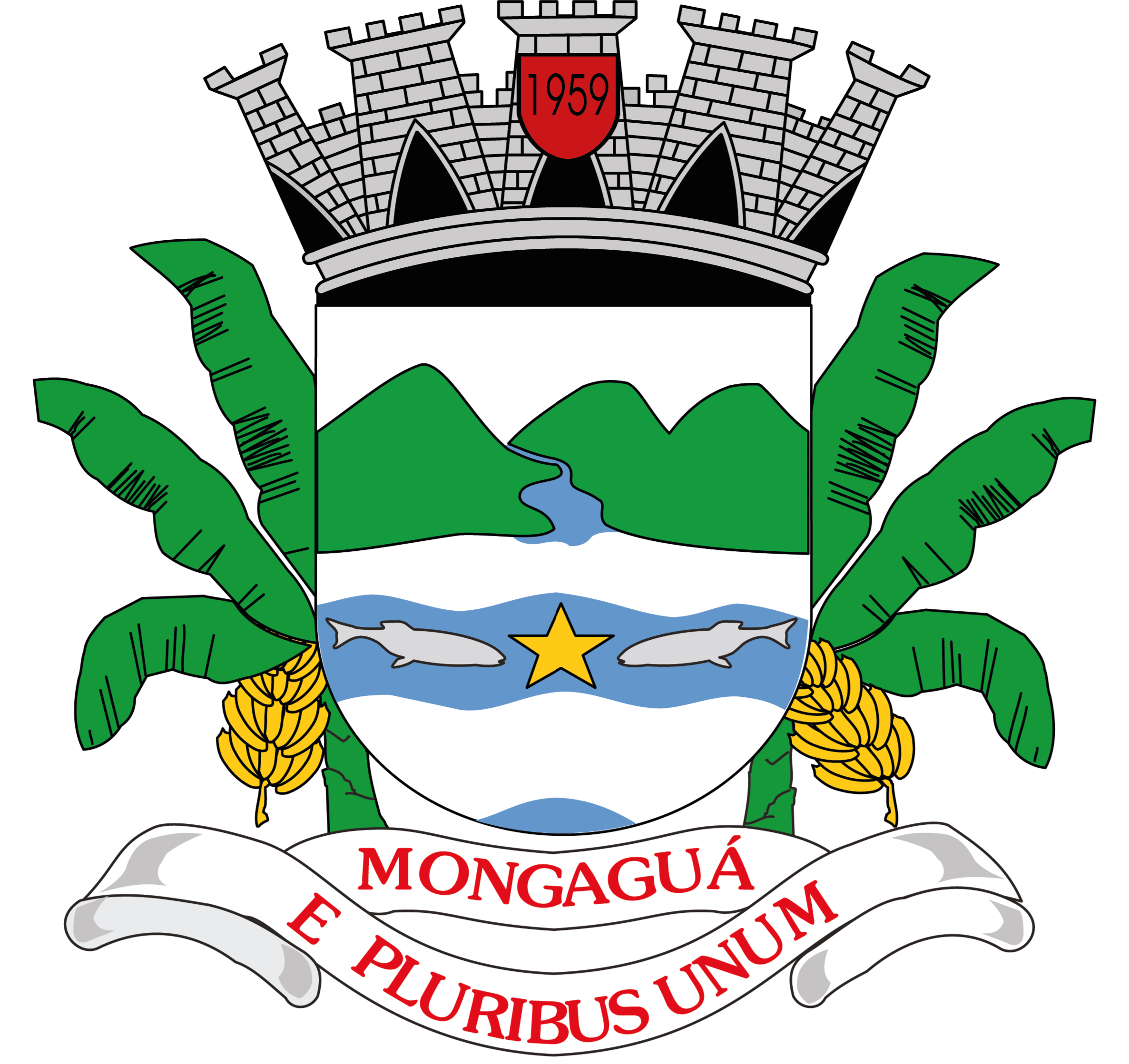
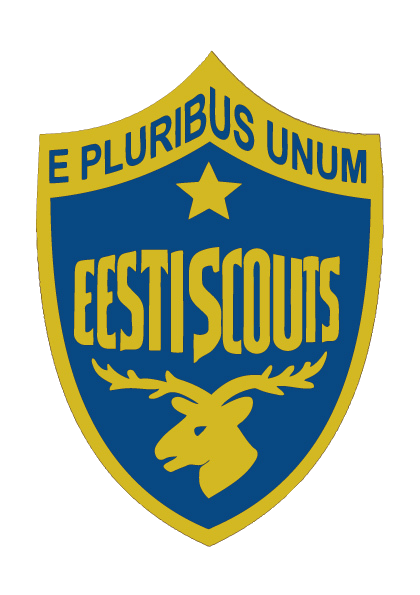